# 小截果柯
小截果柯（学名：Lithocarpus truncatus var. baviensis）为壳斗科柯属下的一个变种。

## 扩展阅读
- 維基物種上的相關：小截果柯